# Sebastián Gualco
Sebastian Inocencio Gualco (26 aprile 1912 – 6 novembre 1992) è stato un calciatore argentino, di ruolo portiere.

## Carriera
Portiere argentino protagonista con le maglie di molti club. Crebbe nel Platense con il quale esordì nel calcio professionistico per diventare uno dei migliori portieri argentini di tutti i tempi. Si impose per lo stile innovativo fatto di sicurezza nel gioco aereo e grande istinto. Col San Lorenzo vinse il titolo nel 1936. Ha vestito la maglia della nazionale 23 volte partecipando alle vittoriose spedizioni nella Coppa America del 1937 e in quella del 1941.

## Palmarès

### Club
- Campionato argentino: 1

San Lorenzo: 1936

### Nazionale
- Coppa America: 1

Cile 1941